# Peter Albrecht (Historiker)
Peter Albrecht (* 8. September 1937 in Lübeck) ist ein deutscher Wirtschafts- und Sozialhistoriker und Hochschullehrer an der Technischen Universität Braunschweig.

## Leben und Wirken
Peter Albrecht absolvierte zunächst von 1954 bis 1961 eine kaufmännische Lehre und arbeitete anschließend als kaufmännischer Angestellter. Von 1962 bis 1966 studierte er Wirtschaftswissenschaften an den Universitäten Göttingen und Hamburg. Nach seinem Examen als Diplom-Handelslehrer war er von 1966 bis 1970 als Berufsschullehrer tätig. Von 1970 bis 1972 war er wissenschaftlicher Assistent, bis 1975 Akademischer Rat und seither als Akademischer Direktor am Lehrstuhl für Soziologie an der Technischen Universität Braunschweig tätig. 1978 wurde Albrecht an der Universität Hamburg zum Dr. rer. pol. promoviert.
In seinen Veröffentlichungen beschäftigt sich Peter Albrecht vor allem mit der Gesellschaftsgeschichte, Geschichte des Schulwesens und der Presse sowie der Geschichte des Kaffeetrinkens in Norddeutschland, insbesondere in der Region Braunschweig.

## Veröffentlichungen (Auswahl)
- Die zunehmende Kleiderpracht der Mägde in den Städten des Herzogtums Braunschweig in der Mitte des 18. Jahrhunderts. In: Braunschweigisches Jahrbuch, Bd. 60 (1979), S. 99–141.
- Die Förderung des Landesausbaues im Herzogtum Braunschweig-Wolfenbüttel im Spiegel der Verwaltungsakten des 18. Jahrhunderts (1671–1806) (= Braunschweiger Werkstücke, Reihe A, Bd. 16 = 58). Waisenhaus-Buchdruckerei und Verl., Braunschweig 1980, ISBN 3-87884-011-X.
- Die Armenvögte der Stadt Braunschweig um 1800. In: Niedersächsisches Jahrbuch für Landesgeschichte, Bd. 58 (1986), S. 55–75.
- Die Karriere einer Zeitungsente. Der Anteil der Ober-Post-Amts-Zeitung an der Legende eines hildesheimischen Kaffeeverbots im Jahre 1780. In: Peter Beyer (Hrsg.): Als die Post noch Zeitung machte. Eine Pressegeschichte. Anabas-Verlag, Gießen 1994, S. 117–139, ISBN 3-87038-258-9.
- (Mitautor): Werner Kertz (Hrsg.): Technische Universität Braunschweig. Vom Collegium Carolinum zur Technischen Universität 1745–1995. Olms, Hildesheim 1995, ISBN 3-487-09985-3.
- Die Armenschulen der Stadt Braunschweig in den Jahren 1802–1853. In: Peter Albrecht/Ernst Hinrichs (Hrsg.): Das niedere Schulwesen im Übergang vom 18. zum 19. Jahrhundert (= Wolfenbütteler Studien zur Aufklärung, Bd. 20). Niemeyer, Tübingen 1995, S. 339–370, ISBN 3-484-17520-6.
- Gastronomie und Geselligkeit. Die Stadt Braunschweig als Beispiel 1810–1812. In: Peter Albrecht u. a. (Hrsg.): Formen der Geselligkeit in Nordwestdeutschland 1750–1820 (= Wolfenbütteler Studien zur Aufklärung, Bd. 27). Niemeyer, Tübingen 2003, S. 293–344.
- (mit Britta Berg): Presse der Regionen Braunschweig/Wolfenbüttel, Hildesheim – Goslar. Zwei Bände (= Deutsche Presse, Bd. 3). Frommann-Holzboog 2003, ISBN 3-7728-2214-2.
- (Mithrsg. u. Mitautor): Historische Presse und ihre Leser. Studien zu Zeitungen, Zeitschriften, Intelligenzblättern und Kalendern in Nordwestdeutschland (= Presse und Geschichte, Bd. 14). Ed. Lumière, Bremen 2005, ISBN 3-934686-23-0.
- Die Rezeption der Schulreformen Friedrich Eberhard von Rochows durch Braunschweiger Aufklärer. In: Hanno Schmitt/Holger Böning (Hrsg.): Dessau-Wörlitz und Reckahn. Treffpunkte für Aufklärung, Volksaufklärung und Philanthropismus (= Philanthropismus und populäre Aufklärung, Bd. 9). Ed. Lumière, Bremen 2014, S. 289–310, ISBN 3-943245-24-1.
- Braunschweig und der Kaffee. Die Geschichte des Röstkaffeemarktes von den Anfängen bis in unsere Tage (= Braunschweiger Werkstücke, Bd. 119). Wallstein, Göttingen 2018, ISBN 978-3-8353-33505.
- Café Bauer – in Berlin und anderswo. Ein Mythos in der Kulturgeschichte des Kaffeehauses. Ed. Lumière, Bremen 2022, ISBN 978-3-948077-28-0.
- Friedrich Wilhelm Hirsemann, Pensionärs-Opfermann zu Katharinen in Braunschweig 1774–1784–1802. Ein in vieler Hinsicht ungewöhnlicher Zeitgenosse. In: Jahrbuch der Gesellschaft für Niedersächsische Kirchengeschichte, Bd. 121 (2023), S. 89–131.
- Cafés in Braunschweig. Eine Zeitreise vom 18. bis ins beginnende 21. Jahrhundert. Von Kaffeehäusern, Cafés, Cafés Chantants, Bars, Conditoren, Canditoren, Gartencafés, Restaurants und Hotels. Wallstein, Göttingen 2024, ISBN 978-3-8353-5453-1.